# División de Honor de Álava 2024-25
La División de Honor de Álava 2024-25 fue la treintaiochoava (38.a) edición de la División de Honor de Álava. El torneo inició el 21 de septiembre y su culminó el 25 de mayo.

## Sistema de juego
Los 16 clubes se enfrentarán todos contra todos a dos ruedas. El líder se consagrará campeón y ascenderá directamente al Grupo IV - Tercera RFEF 2025-26. Por otra parte, el segundo de la tabla deberá enfrentar en un triangular a los segundos de las ligas de Vizcaya y Guipúzcoa, el puntero de este torneo será el cuarto ascendido, aunque dependiendo de la cantidad de descendidos de Segunda RFEF a Tercera RFEF, el número de ascendidos por triangular puede variar.
En la parte baja de la tabla, los dos últimos descenderán hacia la Preferente de Álava.

## Ascensos y descensos
| Pos. | Ascendidos a 3.ª Federación |
| ---- | --------------------------- |
| 1º   | A. D. San Viator            |

| Pos. | Descendidos de 3.ª Federación |
| ---- | ----------------------------- |
|      | Ninguno                       |

| Pos. | Ascendidos de Preferente de Álava |
| ---- | --------------------------------- |
| 1º   | C. D. Alegría                     |
| 2º   | C. F. Izarra Gorri                |
| 5º   | C. F. Arambizkarra                |

| Pos. | Descendidos a Preferente de Álava |
| ---- | --------------------------------- |
| 15.º | A. D. Zuia                        |
| 16.º | C. D. Alipendi                    |

## Equipos participantes
| Equipo                      | Localidad      | Fundación | Estadio                              |
| --------------------------- | -------------- | --------- | ------------------------------------ |
| C.D. Alegría                | Alegría, Álava | 1968      | Joaquín Gastaminza                   |
| Aurrera de Vitoria C.D.     | Vitoria, Álava | 1935      | Olaranbe                             |
| C.F. Aranbizkarra           | Vitoria, Álava | 1979      | Aranbizkarra                         |
| C.D. Ariznabarra            | Vitoria, Álava | 1972      | Ariznabarra                          |
| Amurrio Club                | Amurrio, Álava | 1949      | Basarte                              |
| C.D.F. San Martín           | Vitoria, Álava | 1995      | Betoño N°2 Sansomendi N°2 San Martín |
| C.D. Hidroclima Marianistas | Vitoria, Álava | 1950      | Marianistas                          |
| C.F. Izarra Gorri           | Izarra, Álava  | 1980      | Parque Ostuño                        |
| Lakua Arriaga C.D.          | Vitoria, Álava | 1984      | Lakua-Arriaga                        |
| Mercedarias K.E.            | Vitoria, Álava | 2016      | Zaramaga                             |
| S.D. Iru-Bat Santa Lucía    | Vitoria, Álava | 1982      | Los Astrónomos                       |
| C.D. Laudio                 | Llodio, Álava  | 1927      | Ellakuri                             |
| C.D. San Prudencio          | Vitoria, Álava | 1972      | Sansomendi N°2                       |
| Urgatzi K.K.                | Lasarte, Álava | 1973      | Olabide                              |
| A.D.C. Abetxuko             | Vitoria, Álava | 1962      | Ametsa                               |
| C.D. San Ignacio "B"        | Vitoria, Álava | 2010      | Adurtzabal                           |

## Clasificación
|  | Campeón, asciende a Tercera RFEF            |
|  | Subcampeón, juega triangular por el ascenso |
|  | Desciende a Preferente de Álava             |

| Pos | Equipos                    | PTS | PG | PE | PP | PJ | GF | GC | Dif. |
| --- | -------------------------- | --- | -- | -- | -- | -- | -- | -- | ---- |
| 1.  | C.D. Aurrera de Vitoria    | 72  | 22 | 6  | 2  | 30 | 86 | 18 | 68   |
| 2.  | C.D. Ariznabarra           | 61  | 18 | 7  | 5  | 30 | 78 | 38 | 40   |
| 3.  | A.D. Colegio San Prudencio | 60  | 18 | 6  | 6  | 30 | 57 | 28 | 29   |
| 4.  | Amurrio Club               | 55  | 17 | 4  | 9  | 30 | 59 | 32 | 27   |
| 5.  | C.D. Laudio F. San Rokezar | 45  | 13 | 6  | 11 | 30 | 53 | 40 | 13   |
| 6.  | C.D. San Ignacio "B"       | 40  | 11 | 7  | 12 | 30 | 50 | 42 | 8    |
| 7.  | A.D. Mercedarias K.E.      | 39  | 12 | 3  | 15 | 30 | 46 | 55 | -9   |
| 8.  | C.F. Aranbizkarra          | 39  | 11 | 6  | 13 | 30 | 49 | 64 | -15  |
| 9.  | C.D. Lakua Arriaga         | 38  | 11 | 5  | 14 | 30 | 56 | 55 | 1    |
| 10. | S.D. Iru-Bat Santa Lucía   | 38  | 11 | 5  | 14 | 30 | 48 | 56 | -8   |
| 11. | Hidroclima Marianistas     | 36  | 10 | 6  | 14 | 30 | 41 | 61 | -20  |
| 12. | A.D.C. Abetxuko            | 36  | 11 | 3  | 16 | 30 | 42 | 68 | -26  |
| 13. | C.D. Alegría               | 35  | 8  | 11 | 11 | 30 | 43 | 51 | -8   |
| 14. | Urgatzi K.K.               | 34  | 10 | 4  | 16 | 30 | 23 | 37 | -14  |
| 15. | C.D.F. San Martín          | 33  | 10 | 3  | 17 | 30 | 41 | 72 | -31  |
| 16. | C.F. Izarra Gorri          | 15  | 3  | 6  | 21 | 30 | 28 | 83 | -55  |

Actualizado al 25 de mayo del 2025. Fuente:

## Resultados

### Primera rueda
| Fecha 1                    | Fecha 1   | Fecha 1                    | Fecha 1            | Fecha 1          | Fecha 1 | Fecha 1 |
| Local                      | Resultado | Visitante                  | Estadio            | Fecha            | Hora    | TV      |
| -------------------------- | --------- | -------------------------- | ------------------ | ---------------- | ------- | ------- |
| C.D. Ariznabarra           | 4 : 0     | C.F. Aranbizkarra          | Ariznabarra        | 21 de septiembre | 15:45   | Sin TV  |
| S.D. Iru-Bat Santa Lucía   | 1 : 2     | A.D.C. Abetxuko            | Los Astrónomos     | 21 de septiembre | 15:45   | Sin TV  |
| C.D. Lakua Arriaga         | 2 : 1     | Amurrio Club               | Lakua Arriaga      | 21 de septiembre | 16:00   | Sin TV  |
| Hidroclima Marianistas     | 1 : 2     | C.D.F. San Martín          | Marianistas        | 21 de septiembre | 16:00   | Sin TV  |
| C.F. Izarra Gorri          | 1 : 1     | C.D. San Ignacio "B"       | Ostuño             | 21 de septiembre | 17:00   | Sin TV  |
| C.D. Laudio F. San Rokezar | 2 : 0     | A.D. Mercedarias K.E.      | Ellakuri           | 21 de septiembre | 18:30   | Sin TV  |
| Urgatzi K.K.               | 0 : 1     | C.D. Aurrera de Vitoria    | Olabide            | 22 de septiembre | 11.30   | Sin TV  |
| C.D. Alegría               | 0 : 2     | A.D. Colegio San Prudencio | Joaquín Gastaminza | 22 de septiembre | 18:00   | Sin TV  |

| Fecha 2                    | Fecha 2   | Fecha 2                    | Fecha 2        | Fecha 2          | Fecha 2 | Fecha 2 |
| Local                      | Resultado | Visitante                  | Estadio        | Fecha            | Hora    | TV      |
| -------------------------- | --------- | -------------------------- | -------------- | ---------------- | ------- | ------- |
| A.D.C. Abetxuko            | 1 : 0     | C.D. Ariznabarra           | Ametsa         | 28 de septiembre | 15:45   | Sin TV  |
| C.D. San Ignacio "B"       | 2 : 1     | C.D. Laudio F. San Rokezar | Adurtzabal     | 28 de septiembre | 16:00   | Sin TV  |
| C.D. Aurrera de Vitoria    | 2 : 0     | C.D. Alegría               | Olaranbe       | 28 de septiembre | 17:00   | Sin TV  |
| C.F. Aranbizkarra          | 0 : 4     | C.D. Lakua Arriaga         | Aranbizkarra   | 28 de septiembre | 18:00   | Sin TV  |
| C.D.F. San Martín          | 2 : 0     | C.F. Izarra Gorri          | Betoño N°2     | 28 de septiembre | 18:00   | Sin TV  |
| A.D. Mercedarias K.E.      | 4 : 1     | S.D. Iru-Bat Santa Lucía   | Zaramaga       | 28 de septiembre | 18:10   | Sin TV  |
| A.D. Colegio San Prudencio | 2 : 2     | Hidroclima Marianistas     | Sansomendi N°2 | 29 de septiembre | 12:15   | Sin TV  |
| Amurrio Club               | 3 : 0     | Urgatzi K.K.               | Basarte        | 29 de septiembre | 17:00   | Sin TV  |

| Fecha 3                    | Fecha 3   | Fecha 3                    | Fecha 3        | Fecha 3      | Fecha 3 | Fecha 3 |
| Local                      | Resultado | Visitante                  | Estadio        | Fecha        | Hora    | TV      |
| -------------------------- | --------- | -------------------------- | -------------- | ------------ | ------- | ------- |
| C.D. Lakua Arriaga         | 0 : 1     | A.D.C. Abetxuko            | Lakua Arriaga  | 5 de octubre | 15:45   | Sin TV  |
| C.D. Ariznabarra           | 3 : 1     | A.D. Mercedarias K.E.      | Ariznabarra    | 5 de octubre | 15:45   | Sin TV  |
| S.D. Iru-Bat Santa Lucía   | 2 : 0     | C.D. San Ignacio "B"       | Los Astrónomos | 5 de octubre | 15:45   | Sin TV  |
| Hidroclima Marianistas     | 0 : 4     | C.D. Aurrera de Vitoria    | Marianistas    | 5 de octubre | 16:00   | Sin TV  |
| C.F. Izarra Gorri          | 0 : 3     | A.D. Colegio San Prudencio | Ostuño         | 5 de octubre | 17:00   | Sin TV  |
| Amurrio Club               | 3 : 1     | C.F. Aranbizkarra          | Basarte        | 5 de octubre | 18:00   | Sin TV  |
| C.D. Laudio F. San Rokezar | 6 : 0     | C.D.F. San Martín          | Ellakuri       | 5 de octubre | 18:30   | Sin TV  |
| Urgatzi K.K.               | 0 : 0     | C.D. Alegría               | Olabide        | 6 de octubre | 11:30   | Sin TV  |

| Fecha 4                 | Fecha 4   | Fecha 4                    | Fecha 4            | Fecha 4       | Fecha 4 | Fecha 4             |
| Local                   | Resultado | Visitante                  | Estadio            | Fecha         | Hora    | TV                  |
| ----------------------- | --------- | -------------------------- | ------------------ | ------------- | ------- | ------------------- |
| C.D. San Ignacio "B"    | 2 : 2     | C.D. Ariznabarra           | Adurtzabal         | 12 de octubre | 12:00   | Sin TV              |
| A.D.C. Abetxuko         | 4 : 3     | Amurrio Club               | Ametsa             | 12 de octubre | 15:45   | Sin TV              |
| C.D. Alegría            | 2 : 3     | Hidroclima Marianistas     | Joaquín Gastaminza | 12 de octubre | 17:30   | Sin TV              |
| C.F. Aranbizkarra       | 4 : 1     | Urgatzi K.K.               | Aranbizkarra       | 12 de octubre | 18:00   | Sin TV              |
| A.D. Mercedarias K.E.   | 2 : 0     | C.D. Lakua Arriaga         | Zaramaga           | 12 de octubre | 18:00   | Sin TV              |
| C.D. Aurrera de Vitoria | 6 : 0     | C.F. Izarra Gorri          | Olaranbe           | 13 de octubre | 11:30   | YouTube Elviphotoss |
| C.D.F. San Martín       | 3 : 1     | S.D. Iru-Bat Santa Lucía   | Sansomendi N°2     | 13 de octubre | 12:00   | Sin TV              |
| Colegio San Prudencio   | 3 : 0     | C.D. Laudio F. San Rokezar | Sansomendi N°2     | 13 de octubre | 17:30   | Sin TV              |

| Fecha 5                    | Fecha 5   | Fecha 5                    | Fecha 5        | Fecha 5       | Fecha 5 | Fecha 5 |
| Local                      | Resultado | Visitante                  | Estadio        | Fecha         | Hora    | TV      |
| -------------------------- | --------- | -------------------------- | -------------- | ------------- | ------- | ------- |
| C.D. Ariznabarra           | 4 : 4     | C.D.F. San Martín          | Ariznabarra    | 19 de octubre | 15:45   | Sin TV  |
| S.D. Iru-Bat Santa Lucía   | 2 : 0     | A.D. Colegio San Prudencio | Los Astrónomos | 19 de octubre | 15:45   | Sin TV  |
| C.F. Aranbizkarra          | 1 : 1     | A.D.C. Abetxuko            | Aranbizkarra   | 19 de octubre | 18:00   | Sin TV  |
| C.D. Lakua Arriaga         | 2 : 1     | C.D. San Ignacio "B"       | Lakua Arriaga  | 19 de octubre | 18:00   | Sin TV  |
| C.D. Laudio F. San Rokezar | 2 : 1     | C.D. Aurrera de Vitoria    | Ellakuri       | 19 de octubre | 18:00   | Sin TV  |
| C.F. Izarra Gorri          | 3 : 3     | C.D. Alegría               | Ostuño         | 20 de octubre | 11:30   | Sin TV  |
| Urgatzi K.K.               | 0 : 1     | Hidroclima Marianistas     | Olabide        | 20 de octubre | 16:00   | Sin TV  |
| Amurrio Club               | 2 : 0     | A.D. Mercedarias K.E.      | Basarte        | 20 de octubre | 17:00   | Sin TV  |

| Fecha 6                    | Fecha 6   | Fecha 6                    | Fecha 6            | Fecha 6       | Fecha 6 | Fecha 6 |
| Local                      | Resultado | Visitante                  | Estadio            | Fecha         | Hora    | TV      |
| -------------------------- | --------- | -------------------------- | ------------------ | ------------- | ------- | ------- |
| A.D.C. Abetxuko            | 0 : 2     | Urgatzi K.K.               | Ametsa             | 26 de octubre | 15:45   | Sin TV  |
| C.D. San Ignacio "B"       | 1 : 3     | Amurrio Club               | Adurtzabal         | 26 de octubre | 15:45   | Sin TV  |
| C.D.F. San Martín          | 2 : 1     | C.D. Lakua Arriaga         | San Martín         | 26 de octubre | 15:45   | Sin TV  |
| Hidroclima Marianistas     | 1 : 1     | C.F. Izarra Gorri          | Marianistas        | 26 de octubre | 16:00   | Sin TV  |
| C.D. Aurrera de Vitoria    | 4 : 3     | S.D. Iru-Bat Santa Lucía   | Olaranbe           | 26 de octubre | 16:30   | Sin TV  |
| A.D. Colegio San Prudencio | 1 : 5     | C.D. Ariznabarra           | Sansomendi N°2     | 27 de octubre | 12:30   | Sin TV  |
| C.D. Alegría               | 2 : 2     | C.D. Laudio F. San Rokezar | Joaquín Gastaminza | 27 de octubre | 17:45   | Sin TV  |
| A.D. Mercedarias K.E.      | 4 : 2     | C.F. Aranbizkarra          | Zaramaga           | 27 de octubre | 18:00   | Sin TV  |

| Fecha 7                    | Fecha 7   | Fecha 7                    | Fecha 7        | Fecha 7         | Fecha 7 | Fecha 7 |
| Local                      | Resultado | Visitante                  | Estadio        | Fecha           | Hora    | TV      |
| -------------------------- | --------- | -------------------------- | -------------- | --------------- | ------- | ------- |
| C.D. Ariznabarra           | 1 : 1     | C.D. Aurrera de Vitoria    | Ariznabarra    | 9 de noviembre  | 15:45   | Sin TV  |
| S.D. Iru-Bat Santa Lucía   | 3 : 0     | C.D. Alegría               | Los Astrónomos | 9 de noviembre  | 15:45   | Sin TV  |
| A.D.C. Abetxuko            | 3 : 0     | A.D. Mercedarias K.E.      | Ametsa         | 9 de noviembre  | 15:50   | Sin TV  |
| C.F. Aranbizkarra          | 1 : 4     | C.D. San Ignacio "B"       | Aranbizkarra   | 9 de noviembre  | 15:55   | Sin TV  |
| C.D. Laudio F. San Rokezar | 5 : 1     | Hidroclima Marianistas     | Ellakuri       | 9 de noviembre  | 18:30   | Sin TV  |
| Urgatzi K.K.               | 1 : 1     | C.F. Izarra Gorri          | Olabide        | 10 de noviembre | 11:30   | Sin TV  |
| C.D. Lakua Arriaga         | 0 : 4     | A.D. Colegio San Prudencio | Lakua Arriaga  | 10 de noviembre | 15:45   | Sin TV  |
| Amurrio Club               | 2 : 1     | C.D.F. San Martín          | Basarte        | 10 de noviembre | 16:30   | Sin TV  |

| Fecha 8                    | Fecha 8   | Fecha 8                    | Fecha 8            | Fecha 8         | Fecha 8 | Fecha 8 |
| Local                      | Resultado | Visitante                  | Estadio            | Fecha           | Hora    | TV      |
| -------------------------- | --------- | -------------------------- | ------------------ | --------------- | ------- | ------- |
| Hidroclima Marianistas     | 1 : 0     | S.D. Iru-Bat Santa Lucía   | Marianistas        | 15 de noviembre | 19:30   | Sin TV  |
| A.D. Colegio San Prudencio | 1 : 1     | Amurrio Club               | Sansomendi N°2     | 16 de noviembre | 15:45   | Sin TV  |
| C.D.F. San Martín          | 2 : 1     | C.F. Aranbizkarra          | San Martín         | 16 de noviembre | 16:00   | Sin TV  |
| C.F. Izarra Gorri          | 0 : 2     | C.D. Laudio F. San Rokezar | Ostuño             | 16 de noviembre | 16:00   | Sin TV  |
| C.D. San Ignacio "B"       | 1 : 2     | A.D.C. Abetxuko            | Adurtzabal         | 17 de noviembre | 11:00   | Sin TV  |
| C.D. Aurrera de Vitoria    | 2 : 0     | C.D. Lakua Arriaga         | Olaranbe           | 17 de noviembre | 11:30   | Sin TV  |
| A.D. Mercedarias K.E.      | 1 : 0     | Urgatzi K.K.               | Zaramaga           | 17 de noviembre | 16:00   | Sin TV  |
| C.D. Alegría               | 1 : 1     | C.D. Ariznabarra           | Joaquín Gastaminza | 17 de noviembre | 17:30   | Sin TV  |

| Fecha 9                  | Fecha 9   | Fecha 9                    | Fecha 9        | Fecha 9         | Fecha 9 | Fecha 9             |
| Local                    | Resultado | Visitante                  | Estadio        | Fecha           | Hora    | TV                  |
| ------------------------ | --------- | -------------------------- | -------------- | --------------- | ------- | ------------------- |
| A.D.C. Abetxuko          | 1 : 4     | C.D.F. San Martín          | Ametsa         | 23 de noviembre | 15:45   | Sin TV              |
| C.D. Lakua Arriaga       | 1 : 1     | C.D. Alegría               | Lakua Arriaga  | 23 de noviembre | 15:45   | Sin TV              |
| C.D. Ariznabarra         | 1 : 0     | Hidroclima Marianistas     | Ariznabarra    | 23 de noviembre | 15:45   | Sin TV              |
| S.D. Iru-Bat Santa Lucía | 6 : 0     | C.F. Izarra Gorri          | Los Astrónomos | 23 de noviembre | 15:45   | Sin TV              |
| Amurrio Club             | 0 : 2     | C.D. Aurrera de Vitoria    | Basarte        | 23 de noviembre | 17:00   | YouTube Elviphotoss |
| C.F. Aranbizkarra        | 0 : 1     | Colegio San Prudencio      | Aranbizkarra   | 23 de noviembre | 18:00   | Sin TV              |
| Urgatzi K.K.             | 1 : 0     | C.D. Laudio F. San Rokezar | Olabide        | 24 de noviembre | 11:30   | Sin TV              |
| A.D. Mercedarias K.E.    | 4 : 2     | C.D. San Ignacio "B"       | Zaramaga       | 24 de noviembre | 18:00   | Sin TV              |

| Fecha 10                   | Fecha 10  | Fecha 10                 | Fecha 10           | Fecha 10        | Fecha 10 | Fecha 10 |
| Local                      | Resultado | Visitante                | Estadio            | Fecha           | Hora     | TV       |
| -------------------------- | --------- | ------------------------ | ------------------ | --------------- | -------- | -------- |
| C.D. Aurrera de Vitoria    | 5 : 0     | C.F. Aranbizkarra        | Olaranbe           | 30 de noviembre | 15:30    | Sin TV   |
| C.F. Izarra Gorri          | 0 : 4     | C.D. Ariznabarra         | Ostuño             | 30 de noviembre | 15:45    | Sin TV   |
| C.D. Laudio F. San Rokezar | 3 : 1     | S.D. Iru-Bat Santa Lucía | Ellakuri           | 30 de noviembre | 18:00    | Sin TV   |
| C.D. San Ignacio "B"       | 1 : 0     | Urgatzi K.K.             | Adurtzabal         | 1 de diciembre  | 11:00    | Sin TV   |
| C.D.F. San Martín          | 3 : 2     | A.D. Mercedarias K.E.    | San Martín         | 1 de diciembre  | 16:00    | Sin TV   |
| A.D. Colegio San Prudencio | 2 : 1     | A.D.C. Abetxuko          | Sansomendi N°2     | 1 de diciembre  | 16:00    | Sin TV   |
| Hidroclima Marianistas     | 1 : 0     | C.D. Lakua Arriaga       | Marianistas        | 1 de diciembre  | 17:20    | Sin TV   |
| C.D. Alegría               | 0 : 1     | Amurrio Club             | Joaquín Gastaminza | 1 de diciembre  | 17:30    | Sin TV   |

| Fecha 11              | Fecha 11  | Fecha 11                   | Fecha 11      | Fecha 11        | Fecha 11 | Fecha 11 |
| Local                 | Resultado | Visitante                  | Estadio       | Fecha           | Hora     | TV       |
| --------------------- | --------- | -------------------------- | ------------- | --------------- | -------- | -------- |
| C.D. San Ignacio "B"  | 6 : 0     | C.D.F. San Martín          | Adurtzabal    | 14 de diciembre | 15:45    | Sin TV   |
| A.D.C. Abetxuko       | 1 : 6     | C.D. Aurrera de Vitoria    | Ametsa        | 14 de diciembre | 15:45    | Sin TV   |
| C.D. Lakua Arriaga    | 4 : 0     | C.F. Izarra Gorri          | Lakua Arriaga | 14 de diciembre | 15:45    | Sin TV   |
| A.D. Mercedarias K.E. | 0 : 1     | A.D. Colegio San Prudencio | Zaramaga      | 14 de diciembre | 16:00    | Sin TV   |
| C.F. Aranbizkarra     | 2 : 1     | C.D. Alegría               | Aranbizkarra  | 14 de diciembre | 18:00    | Sin TV   |
| Amurrio Club          | 1 : 2     | Hidroclima Marianistas     | Basarte       | 15 de diciembre | 11:30    | Sin TV   |
| Urgatzi K.K.          | 1 : 0     | S.D. Iru-Bat Santa Lucía   | Olabide       | 15 de diciembre | 11:30    | Sin TV   |
| C.D. Ariznabarra      | 2 : 0     | C.D. Laudio F. San Rokezar | Ariznabarra   | 15 de diciembre | 12:15    | Sin TV   |

| Fecha 12                   | Fecha 12      | Fecha 12              | Fecha 12           | Fecha 12        | Fecha 12 | Fecha 12 |
| Local                      | Resultado     | Visitante             | Estadio            | Fecha           | Hora     | TV       |
| -------------------------- | ------------- | --------------------- | ------------------ | --------------- | -------- | -------- |
| C.D. Aurrera de Vitoria    | 4 : 2         | A.D. Mercedarias K.E. | Olaranbe           | 21 de diciembre | 15:30    | Sin TV   |
| S.D. Iru-Bat Santa Lucía   | 2 : 6         | C.D. Ariznabarra      | Los Astrónomos     | 21 de diciembre | 15:45    | Sin TV   |
| C.D.F. San Martín          | 0 : 1 (W. O.) | Urgatzi K.K.          | San Martín         | 21 de diciembre | 16:00    | Sin TV   |
| C.F. Izarra Gorri          | 0 : 2         | Amurrio Club          | Ostuño             | 21 de diciembre | 16:00    | Sin TV   |
| A.D. Colegio San Prudencio | 1 : 0         | C.D. San Ignacio "B"  | Sansomendi N°2     | 21 de diciembre | 18:00    | Sin TV   |
| C.D. Alegría               | 2 : 2         | A.D.C. Abetxuko       | Joaquín Gastaminza | 21 de diciembre | 18:00    | Sin TV   |
| C.D. Laudio F. San Rokezar | 2 : 2         | C.D. Lakua Arriaga    | Ellakuri           | 21 de diciembre | 18:00    | Sin TV   |
| Hidroclima Marianistas     | 1 : 1         | C.F. Aranbizkarra     | Marianistas        | 22 de diciembre | 11:30    | Sin TV   |

| Fecha 13              | Fecha 13  | Fecha 13                   | Fecha 13      | Fecha 13    | Fecha 13 | Fecha 13 |
| Local                 | Resultado | Visitante                  | Estadio       | Fecha       | Hora     | TV       |
| --------------------- | --------- | -------------------------- | ------------- | ----------- | -------- | -------- |
| A.D.C. Abetxuko       | 1 : 2     | Hidroclima Marianistas     | Ametsa        | 11 de enero | 15:45    | Sin TV   |
| C.D. Lakua Arriaga    | 3 : 0     | S.D. Iru-Bat Santa Lucía   | Lakua Arriaga | 11 de enero | 15:45    | Sin TV   |
| A.D. Mercedarias K.E. | 0 : 1     | C.D. Alegría               | Zaramaga      | 11 de enero | 16:00    | Sin TV   |
| Amurrio Club          | 0 : 0     | C.D. Laudio F. San Rokezar | Basarte       | 11 de enero | 17:00    | Sin TV   |
| C.D. San Ignacio "B"  | 2 : 2     | C.D. Aurrera de Vitoria    | Adurtzabal    | 11 de enero | 18:00    | Sin TV   |
| C.F. Aranbizkarra     | 2 : 2     | C.F. Izarra Gorri          | Aranbizkarra  | 11 de enero | 18:00    | Sin TV   |
| C.D.F. San Martín     | 0 : 1     | A.D. Colegio San Prudencio | San Martín    | 12 de enero | 16:00    | Sin TV   |
| Urgatzi K.K.          | 0 : 2     | C.D. Ariznabarra           | Olabide       | 12 de enero | 17:00    | Sin TV   |

| Fecha 14                   | Fecha 14  | Fecha 14                   | Fecha 14           | Fecha 14    | Fecha 14 | Fecha 14 |
| Local                      | Resultado | Visitante                  | Estadio            | Fecha       | Hora     | TV       |
| -------------------------- | --------- | -------------------------- | ------------------ | ----------- | -------- | -------- |
| C.D. Aurrera de Vitoria    | 2 : 0     | C.D.F. San Martín          | Olaranbe           | 18 de enero | 15:45    | Sin TV   |
| S.D. Iru-Bat Santa Lucía   | 0 : 3     | Amurrio Club               | Los Astrónomos     | 18 de enero | 15:45    | Sin TV   |
| C.D. Ariznabarra           | 1 : 2     | C.D. Lakua Arriaga         | Ariznabarra        | 18 de enero | 15:45    | Sin TV   |
| C.F. Izarra Gorri          | 0 : 1     | A.D.C. Abetxuko            | Ostuño             | 18 de enero | 16:15    | Sin TV   |
| Hidroclima Marianistas     | 1 : 3     | A.D. Mercedarias K.E.      | Marianistas        | 18 de enero | 17:45    | Sin TV   |
| C.D. Alegría               | 2 : 0     | C.D. San Ignacio "B"       | Joaquín Gastaminza | 18 de enero | 18:00    | Sin TV   |
| C.D. Laudio F. San Rokezar | 3 : 1     | C.F. Aranbizkarra          | Ellakuri           | 18 de enero | 18:15    | Sin TV   |
| Urgatzi K.K.               | 0 : 4     | A.D. Colegio San Prudencio | Olabide            | 19 de enero | 11:00    | Sin TV   |

| Fecha 15                   | Fecha 15  | Fecha 15                   | Fecha 15       | Fecha 15    | Fecha 15 | Fecha 15 |
| Local                      | Resultado | Visitante                  | Estadio        | Fecha       | Hora     | TV       |
| -------------------------- | --------- | -------------------------- | -------------- | ----------- | -------- | -------- |
| C.D. San Ignacio "B"       | 0 : 1     | Hidroclima Marianistas     | Adurtzabal     | 25 de enero | 15:45    | Sin TV   |
| A.D.C. Abetxuko            | 0 : 2     | C.D. Laudio F. San Rokezar | Ametsa         | 25 de enero | 15:45    | Sin TV   |
| C.D. Lakua Arriaga         | 2 : 1     | Urgatzi K.K.               | Lakua Arriaga  | 25 de enero | 15:45    | Sin TV   |
| A.D. Colegio San Prudencio | 1 : 3     | C.D. Aurrera de Vitoria    | Sansomendi N°2 | 25 de enero | 17:00    | Sin TV   |
| A.D. Mercedarias K.E.      | 4 : 1     | C.F. Izarra Gorri          | Zaramaga       | 25 de enero | 18:00    | Sin TV   |
| C.F. Aranbizkarra          | 3 : 2     | S.D. Iru-Bat Santa Lucía   | Aranbizkarra   | 25 de enero | 18:00    | Sin TV   |
| Amurrio Club               | 2 : 1     | C.D. Ariznabarra           | Basarte        | 5 de marzo  | 19:00    | Sin TV   |
| C.D.F. San Martín          | 2 : 2     | C.D. Alegría               | San Martín     | 5 de marzo  | 20:00    | Sin TV   |

### Segunda rueda
| Fecha 16                   | Fecha 16  | Fecha 16                   | Fecha 16       | Fecha 16     | Fecha 16 | Fecha 16 |
| Local                      | Resultado | Visitante                  | Estadio        | Fecha        | Hora     | TV       |
| -------------------------- | --------- | -------------------------- | -------------- | ------------ | -------- | -------- |
| A.D.C. Abetxuko            | 2 : 2     | S.D. Iru-Bat Santa Lucía   | Ametsa         | 1 de febrero | 15:48    | Sin TV   |
| C.F. Aranbizkarra          | 5 : 3     | C.D. Ariznabarra           | Aranbizkarra   | 1 de febrero | 16:00    | Sin TV   |
| C.D.F. San Martín          | 2 : 3     | Hidroclima Marianistas     | San Martín     | 1 de febrero | 18:00    | Sin TV   |
| C.D. San Ignacio "B"       | 4 : 1     | C.F. Izarra Gorri          | Adurtzabal     | 2 de febrero | 11:00    | Sin TV   |
| C.D. Aurrera de Vitoria    | 0 : 0     | Urgatzi K.K.               | Olaranbe       | 2 de febrero | 11:30    | Sin TV   |
| A.D. Colegio San Prudencio | 4 : 1     | C.D. Alegría               | Sansomendi N°2 | 2 de febrero | 12:30    | Sin TV   |
| A.D. Mercedarias K.E.      | 2 : 0     | C.D. Laudio F. San Rokezar | Zaramaga       | 2 de febrero | 16:00    | Sin TV   |
| Amurrio Club               | 5 : 0     | C.D. Lakua Arriaga         | Basarte        | 2 de febrero | 16:30    | Sin TV   |

| Fecha 17                   | Fecha 17  | Fecha 17                   | Fecha 17           | Fecha 17     | Fecha 17 | Fecha 17 |
| Local                      | Resultado | Visitante                  | Estadio            | Fecha        | Hora     | TV       |
| -------------------------- | --------- | -------------------------- | ------------------ | ------------ | -------- | -------- |
| C.D. Lakua Arriaga         | 6 : 1     | C.F. Aranbizkarra          | Lakua Arriaga      | 8 de febrero | 15:45    | Sin TV   |
| S.D. Iru-Bat Santa Lucía   | 2 : 2     | A.D. Mercedarias K.E.      | Los Astrónomos     | 8 de febrero | 15:45    | Sin TV   |
| C.F. Izarra Gorri          | 3 : 1     | C.D.F. San Martín          | Ostuño             | 8 de febrero | 16:15    | Sin TV   |
| Hidroclima Marianistas     | 2 : 2     | A.D. Colegio San Prudencio | Marianistas        | 8 de febrero | 18:00    | Sin TV   |
| C.D. Laudio F. San Rokezar | 0 : 2     | C.D. San Ignacio "B"       | Ellakuri           | 8 de febrero | 18:30    | Sin TV   |
| Urgatzi K.K.               | 0 : 1     | Amurrio Club               | Olabide            | 9 de febrero | 11:30    | Sin TV   |
| C.D. Ariznabarra           | 1 : 0     | A.D.C. Abetxuko            | Ariznabarra        | 9 de febrero | 13:30    | Sin TV   |
| C.D. Alegría               | 0 : 3     | C.D. Aurrera de Vitoria    | Joaquín Gastaminza | 9 de febrero | 17:45    | Sin TV   |

| Fecha 18                   | Fecha 18  | Fecha 18                   | Fecha 18           | Fecha 18      | Fecha 18 | Fecha 18 |
| Local                      | Resultado | Visitante                  | Estadio            | Fecha         | Hora     | TV       |
| -------------------------- | --------- | -------------------------- | ------------------ | ------------- | -------- | -------- |
| C.F. Aranbizkarra          | 2 : 6     | Amurrio Club               | Aranbizkarra       | 15 de febrero | 15:45    | Sin TV   |
| A.D.C. Abetxuko            | 1 : 4     | C.D. Lakua Arriaga         | Ametsa             | 15 de febrero | 15:45    | Sin TV   |
| C.D. Aurrera de Vitoria    | 5 : 0     | Hidroclima Marianistas     | Olaranbe           | 15 de febrero | 16:00    | Sin TV   |
| C.D. San Ignacio "B"       | 3 : 4     | S.D. Iru-Bat Santa Lucía   | Adurtzabal         | 15 de febrero | 17:00    | Sin TV   |
| A.D. Mercedarias K.E.      | 1 : 3     | C.D. Ariznabarra           | Zaramaga           | 15 de febrero | 18:00    | Sin TV   |
| C.D.F. San Martín          | 0 : 3     | C.D. Laudio F. San Rokezar | San Martín         | 15 de febrero | 18:00    | Sin TV   |
| A.D. Colegio San Prudencio | 3 : 0     | C.F. Izarra Gorri          | Sansomendi N°2     | 16 de febrero | 17:30    | Sin TV   |
| C.D. Alegría               | 1 : 0     | Urgatzi K.K.               | Joaquín Gastaminza | 16 de febrero | 17:45    | Sin TV   |

| Fecha 19                   | Fecha 19  | Fecha 19                   | Fecha 19       | Fecha 19      | Fecha 19 | Fecha 19 |
| Local                      | Resultado | Visitante                  | Estadio        | Fecha         | Hora     | TV       |
| -------------------------- | --------- | -------------------------- | -------------- | ------------- | -------- | -------- |
| C.D. Lakua Arriaga         | 2 : 2     | A.D. Mercedarias K.E.      | Lakua Arriaga  | 22 de febrero | 15:45    | Sin TV   |
| C.D. Ariznabarra           | 0 : 0     | C.D. San Ignacio "B"       | Ariznabarra    | 22 de febrero | 16:00    | Sin TV   |
| C.F. Izarra Gorri          | 0 : 0     | C.D. Aurrera de Vitoria    | Ostuño         | 22 de febrero | 16:15    | Sin TV   |
| C.D. Laudio F. San Rokezar | 1 : 1     | A.D. Colegio San Prudencio | Ellakuri       | 22 de febrero | 16:30    | Sin TV   |
| S.D. Iru-Bat Santa Lucía   | 2 : 0     | C.D.F. San Martín          | Los Astrónomos | 22 de febrero | 18:00    | Sin TV   |
| Hidroclima Marianistas     | 0 : 3     | C.D. Alegría               | Marianistas    | 22 de febrero | 18:10    | Sin TV   |
| Urgatzi K.K.               | 0 : 2     | C.F. Aranbizkarra          | Olabide        | 23 de febrero | 11:30    | Sin TV   |
| Amurrio Club               | 2 : 1     | A.D.C. Abetxuko            | Basarte        | 23 de febrero | 17:00    | Sin TV   |

| Fecha 20                   | Fecha 20  | Fecha 20                   | Fecha 20           | Fecha 20      | Fecha 20 | Fecha 20 |
| Local                      | Resultado | Visitante                  | Estadio            | Fecha         | Hora     | TV       |
| -------------------------- | --------- | -------------------------- | ------------------ | ------------- | -------- | -------- |
| Hidroclima Marianistas     | 0 : 1     | Urgatzi K.K.               | Marianistas        | 28 de febrero | 20:00    | Sin TV   |
| C.D. San Ignacio "B"       | 2 : 2     | C.D. Lakua Arriaga         | Adurtzabal         | 1 de marzo    | 12:30    | Sin TV   |
| A.D. Mercedarias K.E.      | 3 : 2     | Amurrio Club               | Zaramaga           | 1 de marzo    | 13:30    | Sin TV   |
| A.D.C. Abetxuko            | 2 : 3     | C.F. Aranbizkarra          | Ametsa             | 1 de marzo    | 15:45    | Sin TV   |
| A.D. Colegio San Prudencio | 1 : 0     | S.D. Iru-Bat Santa Lucía   | Sansomendi N°2     | 1 de marzo    | 15:45    | Sin TV   |
| C.D.F. San Martín          | 0 : 1     | C.D. Ariznabarra           | San Martín         | 1 de marzo    | 16:00    | Sin TV   |
| C.D. Aurrera de Vitoria    | 2 : 0     | C.D. Laudio F. San Rokezar | Olaranbe           | 1 de marzo    | 16:30    | Sin TV   |
| C.D. Alegría               | 3 : 0     | C.F. Izarra Gorri          | Joaquín Gastaminza | 1 de marzo    | 17:00    | Sin TV   |

| Fecha 21                   | Fecha 21  | Fecha 21                   | Fecha 21       | Fecha 21    | Fecha 21 | Fecha 21            |
| Local                      | Resultado | Visitante                  | Estadio        | Fecha       | Hora     | TV                  |
| -------------------------- | --------- | -------------------------- | -------------- | ----------- | -------- | ------------------- |
| C.D. Lakua Arriaga         | 6 : 2     | C.D.F. San Martín          | Lakua Arriaga  | 8 de marzo  | 15:45    | Sin TV              |
| S.D. Iru-Bat Santa Lucía   | 0 : 3     | C.D. Aurrera de Vitoria    | Los Astrónomos | 8 de marzo  | 15:45    | Sin TV              |
| Urgatzi K.K.               | 0 : 1     | A.D.C. Abetxuko            | Olabide        | 8 de marzo  | 16:00    | Sin TV              |
| C.F. Izarra Gorri          | 4 : 2     | Hidroclima Marianistas     | Ostuño         | 8 de marzo  | 16:15    | Sin TV              |
| C.D. Laudio F. San Rokezar | 1 : 1     | C.D. Alegría               | Ellakuri       | 8 de marzo  | 16:30    | Sin TV              |
| C.D. Ariznabarra           | 3 : 2     | A.D. Colegio San Prudencio | Ariznabarra    | 9 de marzo  | 11:00    | Sin TV              |
| Amurrio Club               | 0 : 0     | C.D. San Ignacio "B"       | Basarte        | 9 de marzo  | 16:30    | YouTube Elviphotoss |
| C.F. Aranbizkarra          | 1 : 0     | A.D. Mercedarias K.E.      | Aranbizkarra   | 19 de marzo | 20:00    | Sin TV              |

| Fecha 22                   | Fecha 22  | Fecha 22                   | Fecha 22           | Fecha 22    | Fecha 22 | Fecha 22 |
| Local                      | Resultado | Visitante                  | Estadio            | Fecha       | Hora     | TV       |
| -------------------------- | --------- | -------------------------- | ------------------ | ----------- | -------- | -------- |
| A.D. Colegio San Prudencio | 1 : 1     | C.D. Lakua Arriaga         | Sansomendi N°2     | 15 de marzo | 16:00    | Sin TV   |
| C.D. Aurrera de Vitoria    | 1 : 1     | C.D. Ariznabarra           | Olaranbe           | 15 de marzo | 16:30    | Sin TV   |
| Hidroclima Marianistas     | 2 : 1     | C.D. Laudio F. San Rokezar | Marianistas        | 15 de marzo | 16:30    | Sin TV   |
| C.D. San Ignacio "B"       | 1 : 0     | C.F. Aranbizkarra          | Adurtzabal         | 16 de marzo | 11:00    | Sin TV   |
| C.D.F. San Martín          | 0 : 3     | Amurrio Club               | San Martín         | 16 de marzo | 16:00    | Sin TV   |
| C.F. Izarra Gorri          | 1 : 2     | Urgatzi K.K.               | Ostuño             | 16 de marzo | 16:15    | Sin TV   |
| C.D. Alegría               | 2 : 2     | S.D. Iru-Bat Santa Lucía   | Joaquín Gastaminza | 16 de marzo | 17:30    | Sin TV   |
| A.D. Mercedarias K.E.      | 3 : 2     | A.D.C. Abetxuko            | Zaramaga           | 16 de marzo | 18:00    | Sin TV   |

| Fecha 23                   | Fecha 23  | Fecha 23                   | Fecha 23       | Fecha 23    | Fecha 23 | Fecha 23 |
| Local                      | Resultado | Visitante                  | Estadio        | Fecha       | Hora     | TV       |
| -------------------------- | --------- | -------------------------- | -------------- | ----------- | -------- | -------- |
| C.D. Ariznabarra           | 6 : 1     | C.D. Alegría               | Ariznabarra    | 22 de marzo | 15:45    | Sin TV   |
| S.D. Iru-Bat Santa Lucía   | 1 : 1     | Hidroclima Marianistas     | Los Astrónomos | 22 de marzo | 15:45    | Sin TV   |
| C.F. Aranbizkarra          | 2 : 1     | C.D.F. San Martín          | Aranbizkarra   | 22 de marzo | 18:00    | Sin TV   |
| A.D.C. Abetxuko            | 0 : 3     | C.D. San Ignacio "B"       | Ametsa         | 23 de marzo | 12:00    | Sin TV   |
| C.D. Lakua Arriaga         | 0 : 3     | C.D. Aurrera de Vitoria    | Lakua Arriaga  | 23 de marzo | 12:15    | Sin TV   |
| Urgatzi K.K.               | 1 : 1     | A.D. Mercedarias K.E.      | Olabide        | 23 de marzo | 16:00    | Sin TV   |
| Amurrio Club               | 1 : 0     | A.D. Colegio San Prudencio | Basarte        | 23 de marzo | 17:00    | Sin TV   |
| C.D. Laudio F. San Rokezar | 5 : 2     | C.F. Izarra Gorri          | Ellakuri       | 23 de marzo | 18:30    | Sin TV   |

| Fecha 24                   | Fecha 24  | Fecha 24                 | Fecha 24           | Fecha 24    | Fecha 24 | Fecha 24 |
| Local                      | Resultado | Visitante                | Estadio            | Fecha       | Hora     | TV       |
| -------------------------- | --------- | ------------------------ | ------------------ | ----------- | -------- | -------- |
| Hidroclima Marianistas     | 4 : 4     | C.D. Ariznabarra         | Marianistas        | 28 de marzo | 20:00    | Sin TV   |
| C.D. San Ignacio "B"       | 5 : 0     | A.D. Mercedarias K.E.    | Adurtzabal         | 29 de marzo | 15:45    | Sin TV   |
| C.D. Aurrera de Vitoria    | 1 : 0     | Amurrio Club             | Olaranbe           | 29 de marzo | 16:00    | Sin TV   |
| C.D. Laudio F. San Rokezar | 3 : 0     | Urgatzi K.K.             | Ellakuri           | 29 de marzo | 16:00    | Sin TV   |
| C.D. Alegría               | 3 : 2     | C.D. Lakua Arriaga       | Joaquín Gastaminza | 29 de marzo | 17:30    | Sin TV   |
| C.D.F. San Martín          | 1 : 0     | A.D.C. Abetxuko          | San Martín         | 30 de marzo | 16:00    | Sin TV   |
| C.F. Izarra Gorri          | 0 : 1     | S.D. Iru-Bat Santa Lucía | Ostuño             | 30 de marzo | 17:00    | Sin TV   |
| A.D. Colegio San Prudencio | 2 : 0     | C.F. Aranbizkarra        | Sansomendi N°2     | 30 de marzo | 17:45    | Sin TV   |

| Fecha 25                 | Fecha 25  | Fecha 25                   | Fecha 25       | Fecha 25   | Fecha 25 | Fecha 25 |
| Local                    | Resultado | Visitante                  | Estadio        | Fecha      | Hora     | TV       |
| ------------------------ | --------- | -------------------------- | -------------- | ---------- | -------- | -------- |
| A.D.C. Abetxuko          | 0 : 2     | A.D. Colegio San Prudencio | Ametsa         | 5 de abril | 15:45    | Sin TV   |
| C.F. Aranbizkarra        | 2 : 2     | C.D. Aurrera de Vitoria    | Aranbizkarra   | 5 de abril | 15:45    | Sin TV   |
| S.D. Iru-Bat Santa Lucía | 3 : 2     | C.D. Laudio F. San Rokezar | Los Astrónomos | 5 de abril | 15:45    | Sin TV   |
| Urgatzi K.K.             | 2 : 0     | C.D. San Ignacio "B"       | Olabide        | 5 de abril | 16:05    | Sin TV   |
| A.D. Mercedarias K.E.    | 1 : 3     | C.D.F. San Martín          | Zaramaga       | 5 de abril | 18:00    | Sin TV   |
| C.D. Lakua Arriaga       | 0 : 4     | Hidroclima Marianistas     | Lakua Arriaga  | 6 de abril | 12:15    | Sin TV   |
| C.D. Ariznabarra         | 5 : 1     | C.F. Izarra Gorri          | Ariznabarra    | 6 de abril | 12:15    | Sin TV   |
| Amurrio Club             | 1 : 3     | C.D. Alegría               | Basarte        | 6 de abril | 17:00    | Sin TV   |

| Fecha 26                   | Fecha 26  | Fecha 26              | Fecha 26           | Fecha 26    | Fecha 26 | Fecha 26 |
| Local                      | Resultado | Visitante             | Estadio            | Fecha       | Hora     | TV       |
| -------------------------- | --------- | --------------------- | ------------------ | ----------- | -------- | -------- |
| C.F. Izarra Gorri          | 1 : 3     | C.D. Lakua Arriaga    | Ostuño             | 11 de abril | 18:30    | Sin TV   |
| C.D. Alegría               | 1 : 1     | C.F. Aranbizkarra     | Joaquín Gastaminza | 11 de abril | 19:30    | Sin TV   |
| A.D. Colegio San Prudencio | 3 : 0     | A.D. Mercedarias K.E. | Sansomendi N°2     | 12 de abril | 16:00    | Sin TV   |
| C.D.F. San Martín          | 2 : 1     | C.D. San Ignacio "B"  | San Martín         | 12 de abril | 18:00    | Sin TV   |
| C.D. Laudio F. San Rokezar | 1 : 3     | C.D. Ariznabarra      | Ellakuri           | 12 de abril | 18:30    | Sin TV   |
| S.D. Iru-Bat Santa Lucía   | 1 : 0     | Urgatzi K.K.          | Los Astrónomos     | 13 de abril | 10:00    | Sin TV   |
| Hidroclima Marianistas     | 1 : 4     | Amurrio Club          | Marianistas        | 13 de abril | 12:00    | Sin TV   |
| C.D. Aurrera de Vitoria    | 10 : 0    | A.D.C. Abetxuko       | Olaranbe           | 13 de abril | 12:15    | Sin TV   |

| Fecha 27              | Fecha 27  | Fecha 27                   | Fecha 27      | Fecha 27    | Fecha 27 | Fecha 27 |
| Local                 | Resultado | Visitante                  | Estadio       | Fecha       | Hora     | TV       |
| --------------------- | --------- | -------------------------- | ------------- | ----------- | -------- | -------- |
| C.F. Aranbizkarra     | 4 : 0     | Hidroclima Marianistas     | Aranbizkarra  | 25 de abril | 19:30    | Sin TV   |
| C.D. Ariznabarra      | 4 : 0     | S.D. Iru-Bat Santa Lucía   | Ariznabarra   | 25 de abril | 19:30    | Sin TV   |
| C.D. Lakua Arriaga    | 1 : 2     | C.D. Laudio F. San Rokezar | Lakua Arriaga | 25 de abril | 19:45    | Sin TV   |
| C.D. San Ignacio "B"  | 1 : 1     | A.D. Colegio San Prudencio | Adurtzabal    | 26 de abril | 11:00    | Sin TV   |
| A.D. Mercedarias K.E. | 1 : 3     | C.D. Aurrera de Vitoria    | Zaramaga      | 26 de abril | 11:30    | Sin TV   |
| A.D.C. Abetxuko       | 4 : 2     | C.D. Alegría               | Ametsa        | 26 de abril | 15:45    | Sin TV   |
| Amurrio Club          | 5 : 0     | C.F. Izarra Gorri          | Basarte       | 26 de abril | 17:00    | Sin TV   |
| Urgatzi K.K.          | 3 : 0     | C.D.F. San Martín          | Olabide       | 4 de mayo   | 17:30    | Sin TV   |

| Fecha 28                   | Fecha 28  | Fecha 28              | Fecha 28           | Fecha 28   | Fecha 28 | Fecha 28            |
| Local                      | Resultado | Visitante             | Estadio            | Fecha      | Hora     | TV                  |
| -------------------------- | --------- | --------------------- | ------------------ | ---------- | -------- | ------------------- |
| C.F. Izarra Gorri          | 0 : 1     | C.F. Aranbizkarra     | Ostuño             | 9 de mayo  | 18:30    | Sin TV              |
| S.D. Iru-Bat Santa Lucía   | 3 : 1     | C.D. Lakua Arriaga    | Los Astrónomos     | 10 de mayo | 15:45    | Sin TV              |
| C.D. Laudio F. San Rokezar | 1 : 1     | Amurrio Club          | Ellakuri           | 10 de mayo | 17:00    | YouTube Elviphotoss |
| C.D. Alegría               | 0 : 1     | A.D. Mercedarias K.E. | Joaquín Gastaminza | 10 de mayo | 18:00    | Sin TV              |
| C.D. Aurrera de Vitoria    | 1 : 2     | C.D. San Ignacio "B"  | Olaranbe           | 11 de mayo | 12:00    | Sin TV              |
| Hidroclima Marianistas     | 2 : 3     | A.D.C. Abetxuko       | Marianistas        | 11 de mayo | 12:00    | Sin TV              |
| C.D. Ariznabarra           | 1 : 2     | Urgatzi K.K.          | Ariznabarra        | 11 de mayo | 12:00    | Sin TV              |
| Colegio San Prudencio      | 4 : 1     | C.D.F. San Martín     | Sansomendi N°2     | 11 de mayo | 15:15    | Sin TV              |

| Fecha 29                   | Fecha 29  | Fecha 29                   | Fecha 29       | Fecha 29   | Fecha 29 | Fecha 29 |
| Local                      | Resultado | Visitante                  | Estadio        | Fecha      | Hora     | TV       |
| -------------------------- | --------- | -------------------------- | -------------- | ---------- | -------- | -------- |
| C.F. Aranbizkarra          | 4 : 0     | C.D. Laudio F. San Rokezar | Aranbizkarra   | 17 de mayo | 15:45    | Sin TV   |
| Amurrio Club               | 0 : 1     | S.D. Iru-Bat Santa Lucía   | Basarte        | 17 de mayo | 17:00    | Sin TV   |
| C.D.F. San Martín          | 0 : 5     | C.D. Aurrera de Vitoria    | San Martín     | 17 de mayo | 18:00    | Sin TV   |
| A.D.C. Abetxuko            | 5 : 4     | C.F. Izarra Gorri          | Ametsa         | 17 de mayo | 18:00    | Sin TV   |
| C.D. Lakua Arriaga         | 1 : 3     | C.D. Ariznabarra           | Lakua Arriaga  | 17 de mayo | 18:00    | Sin TV   |
| C.D. San Ignacio "B"       | 0 : 3     | C.D. Alegría               | Adurtzabal     | 18 de mayo | 11:00    | Sin TV   |
| A.D. Mercedarias K.E.      | 1 : 0     | Hidroclima Marianistas     | Zaramaga       | 18 de mayo | 16:00    | Sin TV   |
| A.D. Colegio San Prudencio | 2 : 0     | Urgatzi K.K.               | Sansomendi N°2 | 18 de mayo | 16:30    | Sin TV   |

| Fecha 30                   | Fecha 30  | Fecha 30                   | Fecha 30           | Fecha 30   | Fecha 30 | Fecha 30 |
| Local                      | Resultado | Visitante                  | Estadio            | Fecha      | Hora     | TV       |
| -------------------------- | --------- | -------------------------- | ------------------ | ---------- | -------- | -------- |
| C.D. Laudio F. San Rokezar | 3 : 0     | A.D.C. Abetxuko            | Ellakuri           | 24 de mayo | 16:00    | Sin TV   |
| S.D. Iru-Bat Santa Lucía   | 2 : 2     | C.F. Aranbizkarra          | Los Astrónomos     | 24 de mayo | 16:00    | Sin TV   |
| C.F. Izarra Gorri          | 2 : 1     | A.D. Mercedarias K.E.      | Ostuño             | 24 de mayo | 16:30    | Sin TV   |
| C.D. Alegría               | 2 : 2     | C.D.F. San Martín          | Joaquín Gastaminza | 24 de mayo | 17:00    | Sin TV   |
| Urgatzi K.K.               | 4 : 3     | C.D. Lakua Arriaga         | Olabide            | 24 de mayo | 17:00    | Sin TV   |
| C.D. Aurrera de Vitoria    | 2 : 0     | A.D. Colegio San Prudencio | Olaranbe           | 24 de mayo | 18:00    | Sin TV   |
| C.D. Ariznabarra           | 4 : 1     | Amurrio Club               | Ariznabarra        | 24 de mayo | 18:00    | Sin TV   |
| Hidroclima Marianistas     | 2 : 3     | C.D. San Ignacio "B"       | Marianistas        | 25 de mayo | 12:00    | Sin TV   |

## Triangular de ascenso
Los segundos de las Divisiones de Honor de Álava, Guipúzcoa y Viscaya, disputarán un triangular por definir el cuarto ascenso a la Tercera RFEF. Se jugará todos contra todos a una sola rueda, ascenderá el puntero.

### Clasificados:
- C. D. Ariznabarra (2° Álava)
- Zarautz K. E. (2° Guipúzcoa)
- C. D. Getxo (2° Viscaya)

### Clasificación
|  | Campeón, asciende a Tercera RFEF |
|  | Mantiene la categoría            |

| Pos | Equipos          | PTS | PG | PE | PP | PJ | GF | GC | Dif. |
| --- | ---------------- | --- | -- | -- | -- | -- | -- | -- | ---- |
| 1.  | Zarautz K. E     | 4   | 1  | 1  | 0  | 2  | 1  | 0  | 1    |
| 2.  | C. D. Getxo      | 4   | 1  | 1  | 0  | 2  | 1  | 0  | 1    |
| 3.  | C.D. Ariznabarra | 0   | 0  | 0  | 2  | 2  | 0  | 2  | -2   |

Actualizado al 1 de junio del 2025. Fuente:

### Resultados
| Resultados | Resultados       | Resultados    | Resultados       | Resultados  | Resultados  | Resultados | Resultados  | Resultados       |
| Jornada    | Local            | Resultado     | Visitante        | Estadio     | Fecha       | Hora       | Transmisión | Libre            |
| ---------- | ---------------- | ------------- | ---------------- | ----------- | ----------- | ---------- | ----------- | ---------------- |
| Primera    | C.D. Ariznabarra | 0 : 1         | Zarautz K. E     | Ariznabarra | 1 de junio  | 17:00      | Sin TV      | C. D. Getxo      |
| Segunda    | C. D. Getxo      | 1 : 0         | C.D. Ariznabarra | Fadura      | 7 de junio  | 17:00      | Sin TV      | Zarautz K. E     |
| Tercera    | Zarautz K. E     | 0 (5) : (3) 0 | C. D. Getxo      | Asti        | 14 de junio | 12:00      | Sin TV      | C.D. Ariznabarra |